# 華興商業銀行

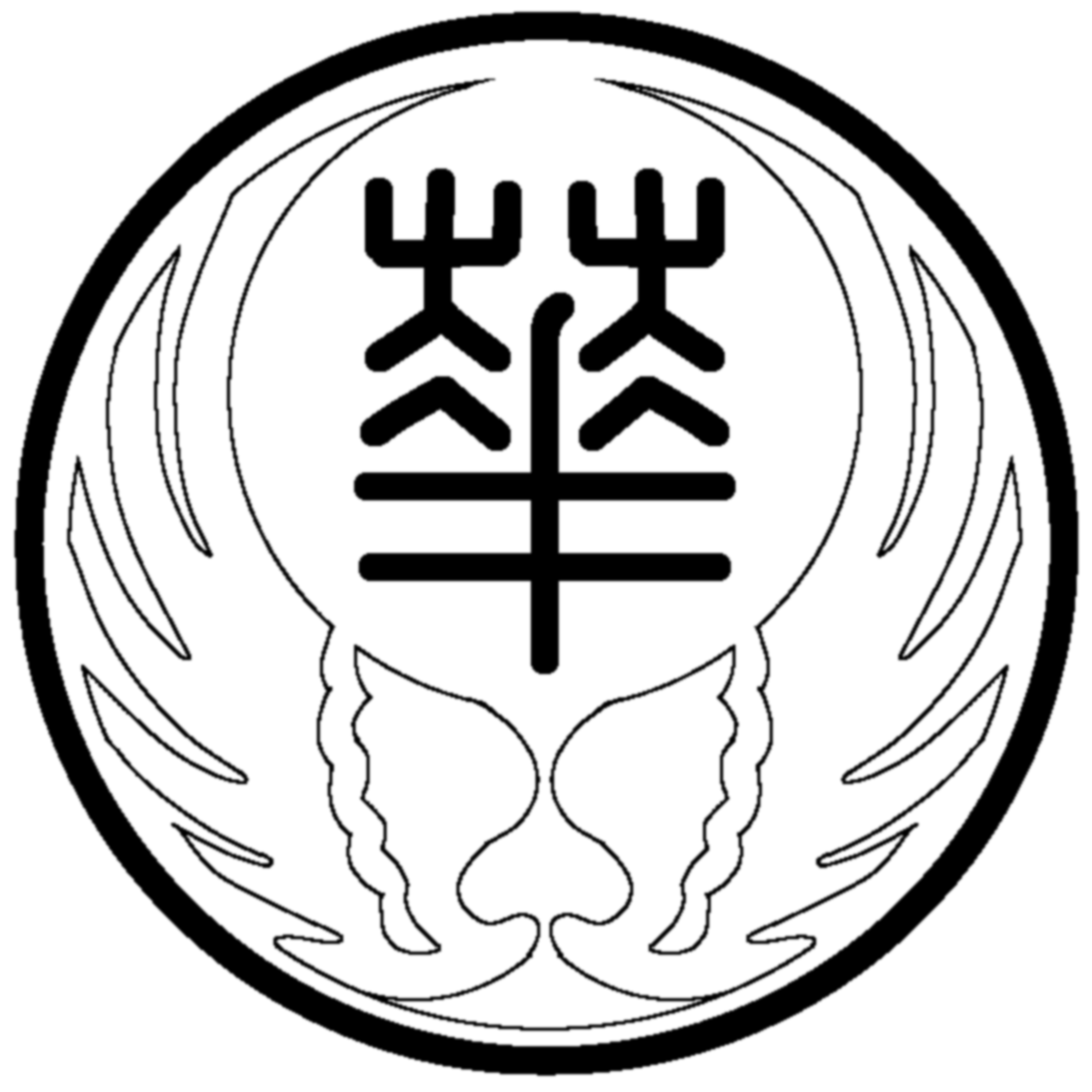
シンボルマーク

華興商業銀行、略称は華興銀行、は中華民国維新政府が設立した銀行である。1938年12月29日に設立し、総資本は5,000万元法幣である。維新政府はその半分を出資し、日本興業銀行、台湾銀行、朝鮮銀行、三菱銀行、住友銀行、三井銀行は残りの半分を出資した。総裁は維新政府財政部長の陳錦濤が就任し、副総裁は満州中央銀行理事の鷲尾磯一が就任した。満州中央銀行（1932-1945）、蒙疆銀行（1937-1945）、中国聯合準備銀行（1938-1945）、中央儲備銀行（1941-1945）と並び、旧日本軍が設立した傀儡政権の中央銀行であった:6。
1941年1月、中央儲備銀行が設立したのち、華興商業銀行は通常の商業銀行に再編した(第六章第三節)。

## 発行銀行券
華興商業銀行が発行した華興券は維新政府統治区域の通貨だった(第六章第三節)。地金銀、外国通貨、外国預金などを準備金にした。当初は法幣と等価の1円＝8ペンス（スターリング・ポンド）のレートを設定したが、法幣安で等価関係を解除した。1939年7月19日、華興券は1円＝6ペンス（スターリング・ポンド）で固定された。しかし、華興券は政府業務の支払いの使用に止まり、民間ではほとんど使用されない状況だった。発行から一年を経っても発行残高は1000万円にも満たなかった。
1941年1月、中央儲備銀行が設立したのち、華興商業銀行は通常の商業銀行に再編した(第六章第三節)。華興券と中央儲備銀行券（儲備券）の交換レートは、100華興券＝240儲備券だった。
| 華興商業銀行券 (1938年版) | 華興商業銀行券 (1938年版) | 華興商業銀行券 (1938年版) |
| 画像                      | 画像                      | 額面                      |
| 表面                      | 裏面                      | 額面                      |
| ------------------------- | ------------------------- | ------------------------- |
|                           |                           | 1角                       |
|                           |                           | 2角                       |
|                           |                           | 1円                       |
|                           |                           | 10円                      |